# المحافظة الجنوبية (زامبيا)
المحافظة الجنوبية هي إحدى محافظات زامبيا العشر، وهي موطن أهم منطقة جذب سياحي فيها، وهي موسي أو تونيا (شلالات فكتوريا)، وتتشاركها في الحدود مع زمبابوي، عاصمتها لفنغستون وتنقسم إلى 11 منطقة.

## المناخ
يظهر الجدول التالي التغييرات المناخية على مدار السنة للمحافظة الجنوبية:
| البيانات المناخية لـلمحافظة الجنوبية | البيانات المناخية لـلمحافظة الجنوبية | البيانات المناخية لـلمحافظة الجنوبية | البيانات المناخية لـلمحافظة الجنوبية | البيانات المناخية لـلمحافظة الجنوبية | البيانات المناخية لـلمحافظة الجنوبية | البيانات المناخية لـلمحافظة الجنوبية | البيانات المناخية لـلمحافظة الجنوبية | البيانات المناخية لـلمحافظة الجنوبية | البيانات المناخية لـلمحافظة الجنوبية | البيانات المناخية لـلمحافظة الجنوبية | البيانات المناخية لـلمحافظة الجنوبية | البيانات المناخية لـلمحافظة الجنوبية | البيانات المناخية لـلمحافظة الجنوبية |
| الشهر | يناير                                | فبراير                               | مارس                                 | أبريل                                | مايو                                 | يونيو                                | يوليو                                | أغسطس                                | سبتمبر                               | أكتوبر                               | نوفمبر                               | ديسمبر                               | المعدل السنوي                        |
| --- | ------------------------------------ | ------------------------------------ | ------------------------------------ | ------------------------------------ | ------------------------------------ | ------------------------------------ | ------------------------------------ | ------------------------------------ | ------------------------------------ | ------------------------------------ | ------------------------------------ | ------------------------------------ | ------------------------------------ |
| الدرجة القصوى °م (°ف) | 30 (86)                              | 29.7 (85.5)                          | 30.3 (86.5)                          | 29.9 (85.8)                          | 28 (82)                              | 25.6 (78.1)                          | 25.5 (77.9)                          | 28.4 (83.1)                          | 32.5 (90.5)                          | 34 (93)                              | 32.6 (90.7)                          | 30.4 (86.7)                          | 34 (93)                              |
| متوسط درجة الحرارة الكبرى °م (°ف) | 23.6 (74.5)                          | 23.2 (73.8)                          | 23.1 (73.6)                          | 21.9 (71.4)                          | 18.9 (66.0)                          | 16 (61)                              | 16.1 (61.0)                          | 19.3 (66.7)                          | 23.9 (75.0)                          | 26.2 (79.2)                          | 25.1 (77.2)                          | 23.6 (74.5)                          | 26.2 (79.2)                          |
| متوسط درجة الحرارة الصغرى °م (°ف) | 18.9 (66.0)                          | 18.6 (65.5)                          | 17.6 (63.7)                          | 14.8 (58.6)                          | 10.1 (50.2)                          | 6.7 (44.1)                           | 6.3 (43.3)                           | 9.2 (48.6)                           | 14.2 (57.6)                          | 18.2 (64.8)                          | 19.1 (66.4)                          | 18.9 (66.0)                          | 6.3 (43.3)                           |
| الهطول مم (إنش) | 16 (0.6)                             | 14 (0.6)                             | 9 (0.4)                              | 3 (0.1)                              | 0 (0)                                | 0 (0)                                | 0 (0)                                | 0 (0)                                | 0 (0)                                | 4 (0.2)                              | 11 (0.4)                             | 16 (0.6)                             | 73 (2.9)                             |
| المصدر: <ref>"Weather statistics for Southern (Zambia)". المحافظة الجنوبية: Norwegian Meteorological Institute and Norwegian Broadcasting Corporation. October 2016. مؤرشف من الأصل في 2016-10-21. اطلع عليه بتاريخ 20 October 2016. {{استشهاد ويب}}: تحقق من التاريخ في: \|سنة= لا يطابق \|تاريخ= (مساعدة) والوسيط غير المعروف \|width= تم تجاهله (مساعدة) |                                      |                                      |                                      |                                      |                                      |                                      |                                      |                                      |                                      |                                      |                                      |                                      |                                      |